# Chiesa nella Roccia
La chiesa nella Roccia è un luogo di culto cattolico situato sulla collina di Gellért, a Budapest, in Ungheria.

## Storia
La chiesa fu costruita nel 1926 da Kálmán Lux per l'ordine dei monaci di San Paolo primo eremita. Nel 1934, 150 anni dopo lo scioglimento dell'ordine, quindici monaci ritornati dall'esilio in Polonia si stabilirono all'interno della chiesa per circa vent'anni, finché non furono accusati di tradimento dal regime comunista, che ne sospese le attività e murò l'ingresso della chiesa. La chiesa fu riaperta il 27 agosto 1989. Lo stesso giorno il papa benedisse il nuovo altare in granito, opera di Győző Sikot.

## Interno
Nella chiesa, a sinistra dell'entrata, sono conservate una copia della Vergine nera di Częstochowa e una pittura dell'aquila polacca. Inoltre, vi è un dipinto raffigurante San Massimiliano Kolbe, un francescano polacco che morì per aiutare i compagni di prigionia ad Auschwitz. Nella chiesa si può inoltre ammirare una targa commemorativa con incisi i nomi dei campi di concentramento in cui furono recluse centinaia di migliaia di persone nella seconda guerra mondiale, insieme alle città e alle scuole che diedero asilo ai rifugiati polacchi in quegli stessi anni. All'entrata della chiesa vi è anche una statua di Santo Stefano.